# Praça de Touros do Campo Pequeno

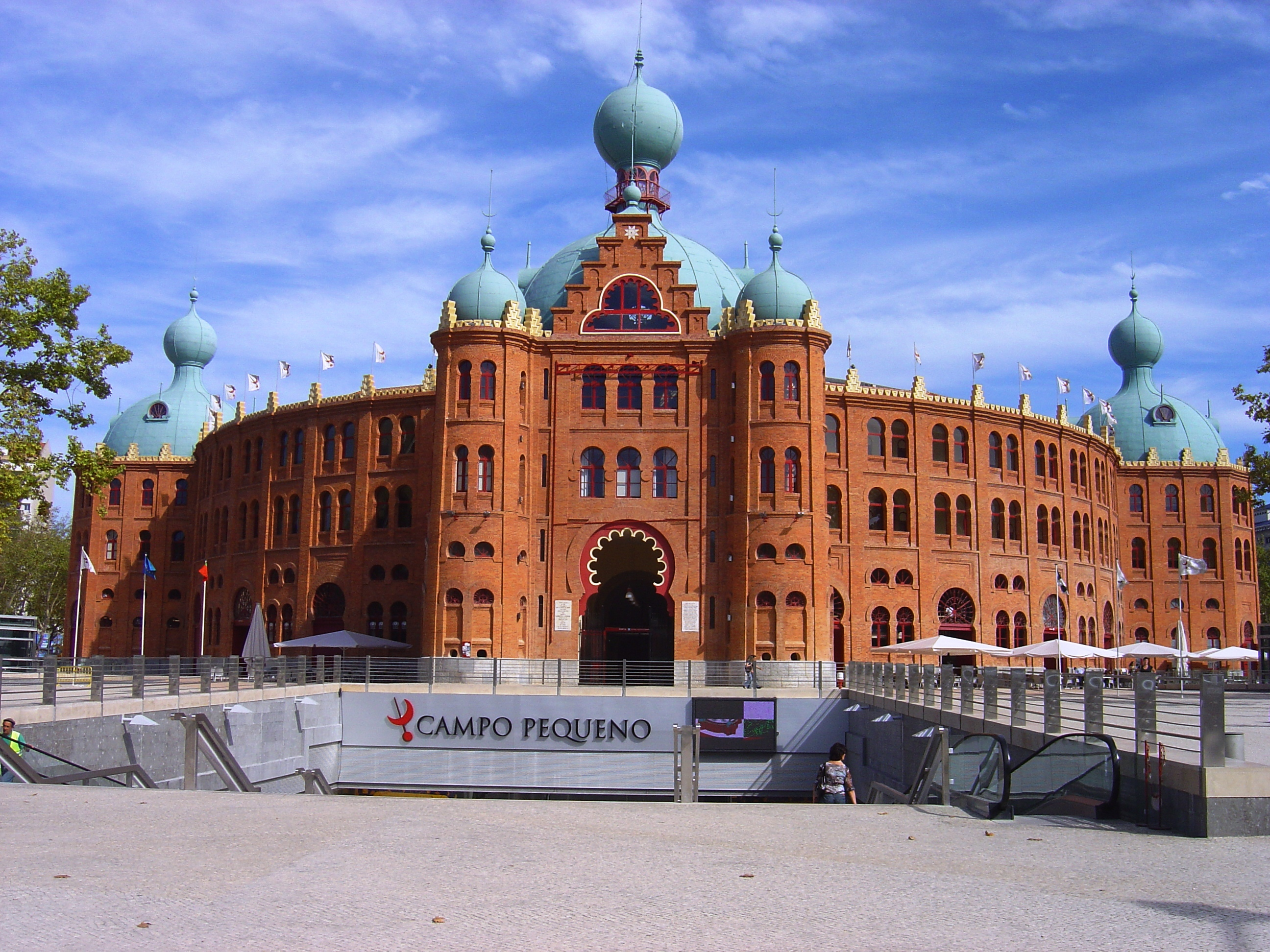
Praça de Touros do Campo Pequeno in 2007.

De Praça de Touros do Campo Pequeno is een arena voor stiergevechten in Lissabon, Portugal. In 2006 werd de arena na een ingrijpende renovatie heropend als een multifunctionele arena. De arena bevat ook een ondergronds winkelcentrum, restaurants en een parkeerplaats.
De arena werd tussen 1890 en 1892 gebouwd onder leiding van de Portugese architect António José Dias da Silva'. Zijn ontwerp is geïnspireerd door een arena in Madrid. Deze was ontworpen door Rodriguez Ayuso, maar werd later gesloopt.
De stijl van de arena is neo-Mudéjar, een romantische stijl geïnspireerd door de oude Arabische architectuur van het Iberisch Schiereiland.

## Stierengevechten
Anders dan bij de stierengevechten in Spanje wordt de stier in Portugal aan het einde niet gedood. Dit werd besloten door koning Michaël I van Portugal.